# Lotta sulla spiaggia ai Giochi mondiali sulla spiaggia 2019
Le competizioni di lotta sulla spiaggia ai Giochi mondiali sulla spiaggia 2019 si sono svolte il 14 e il 15 ottobre 2019 presso la spiaggia di Katara, a Doha. Sono state disputate complessivamente quattro gare maschili nelle categorie di peso dei 70 kg, 80 kg, 90 kg, e oltre i 90 kg, e altrettante gare femminili nelle categorie di peso dei 50 kg, 60 kg, 70 kg, e oltre i 70 kg. In totale 77 atleti hanno partecipato alla competizione, suddivisi in 37 uomini e 40 donne.

## Calendario
Il calendario delle gare è stato il seguente:
| ● | Finali |

| Ottobre |    |    |    |    |    |
| 11      | 12 | 13 | 14 | 15 | 16 |
|         |    |    | 4  | 4  |    |

## Podi

### Uomini
| Evento       | Oro                  | Argento            | Bronzo           |
| fino a 70 kg | Levan Kelekhsashvili | Panah Ilyasli      | Ștefan Coman     |
| fino a 80 kg | Davit Khutsishvili   | İbrahim Yusubov    | Vasyl' Mychajlov |
| fino a 90 kg | Muhammad Inam        | Dato Marsagishvili | Pedro García     |
| oltre 90 kg  | Pouya Rahmani        | Ufuk Yılmaz        | Mamuka Kordzaia  |

### Donne
| Evento       | Oro                  | Argento        | Bronzo          |
| fino a 50 kg | Kamila Barbosa       | Mercy Genesis  | Miglena Seliška |
| fino a 60 kg | Francesca Indelicato | Mehlika Öztürk | Shauna Kemp     |
| fino a 70 kg | Tatiana Rentería     | Alina Berežna  | Adina Popescu   |
| oltre 70 kg  | Blessing Onyebuchi   | Zsanett Németh | Iryna Pasičnyk  |

## Medagliere
| Posizione | Paese       | Oro | Argento | Bronzo | Totale |
| --------- | ----------- | --- | ------- | ------ | ------ |
| 1         | Georgia     | 2   | 1       | 1      | 4      |
| 2         | Nigeria     | 1   | 1       | 0      | 2      |
| 3         | Brasile     | 1   | 0       | 0      | 1      |
| 3         | Colombia    | 1   | 0       | 0      | 1      |
| 3         | Iran        | 1   | 0       | 0      | 1      |
| 3         | Italia      | 1   | 0       | 0      | 1      |
| 3         | Pakistan    | 1   | 0       | 0      | 1      |
| 8         | Azerbaigian | 0   | 2       | 0      | 2      |
| 8         | Turchia     | 0   | 2       | 0      | 2      |
| 10        | Ucraina     | 0   | 1       | 2      | 3      |
| 11        | Ungheria    | 0   | 1       | 0      | 1      |
| 12        | Romania     | 0   | 0       | 2      | 2      |
| 13        | Bulgaria    | 0   | 0       | 1      | 1      |
| 13        | Spagna      | 0   | 0       | 1      | 1      |
| 13        | Stati Uniti | 0   | 0       | 1      | 1      |
| Totale    | Totale      | 8   | 8       | 8      | 24     |